# Arik Air
Arik Air Limited ist eine private nigerianische Fluggesellschaft mit Sitz in Lagos und Basis auf dem Flughafen Lagos.

## Geschichte
Arik Air wurde im Jahr 2004 gegründet, übernahm am 3. April 2006 die Einrichtungen und Infrastruktur der liquidierten Nigeria Airways am Flughafen Lagos und nahm schließlich am 30. Oktober 2006 den Flugbetrieb auf.
Die Gesellschaft erhielt 2008 die Genehmigung zum Anflug von Flughäfen in den USA.
Im Jahr 2009 gründete Arik Air die Tochtergesellschaft Arik Niger, die im Januar 2011 aber endgültig aufgegeben wurde, nachdem die Routen im Laufe des Jahres 2010 nach und nach eingestellt worden waren.
Im Jahr 2010 geriet die Fluggesellschaft in Liquiditätsprobleme, und wegen der Nichtzahlung von Leasingraten wurde ein Airbus A330-200 vom Leasinggeber im Februar 2011 zwangsweise in Besitz genommen.
Obwohl Nigeria der größte afrikanische Erdölproduzent ist, muss das Land Kerosin importieren. Wegen fehlender Devisen ist Kerosin jedoch knapp im Land, mit ein Grund für die finanziellen Probleme der beiden größten Fluggesellschaften, Arik Air und Aero Contractors, welche im Februar 2017 während eines Insolvenzverfahrens in einer Zwangsverwaltung unter die staatliche Bad Bank Asset Management Corporation of Nigeria (AMCON) kamen. Arik Air bot nur noch einen Bruchteil der Flüge an und stellte die Langstreckenflüge ein.
Im August 2017 gab Ethiopian Airlines ein Angebot zur Übernahme von Arik Air ab. Im Dezember 2017 zog sich Ethiopian Airlines aus den entsprechenden Verhandlungen zurück.
Unter der neuen Aufsicht ab 2017 konnte das Unternehmen im 2019 einen ausgeglichenen EBITDA ausweisen. Probleme für den Betrieb rührten von den ausstehenden Triebwerks- und Zellenrevisionen her. Während der weltweiten COVID-19-Pandemie ab 2020 wurde der Flugbetrieb reduziert und nach und nach ab 8. Juli nach vier Destinationen wieder aufgenommen. Im August folgten weitere vier Destinationen. Mitte September ereignete sich ein durch die Gewerkschaft erzwungenes Grounding. Flüge zwischen nunmehr zehn Flugzielen wurden jedoch innert Tagen wieder aufgenommen.

## Flugziele
Seit dem Wegfall von New York und London wurden nur Ziele in Afrika bedient.

## Flotte

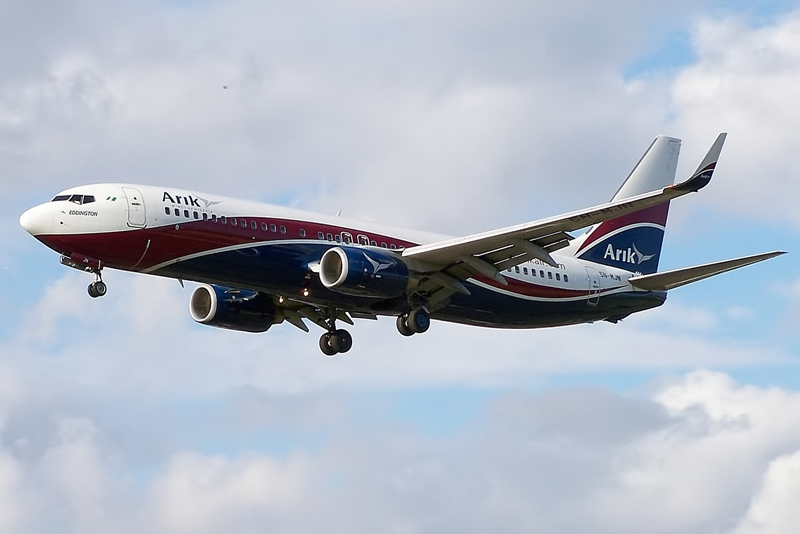
Boeing 737-800 der Arik Air

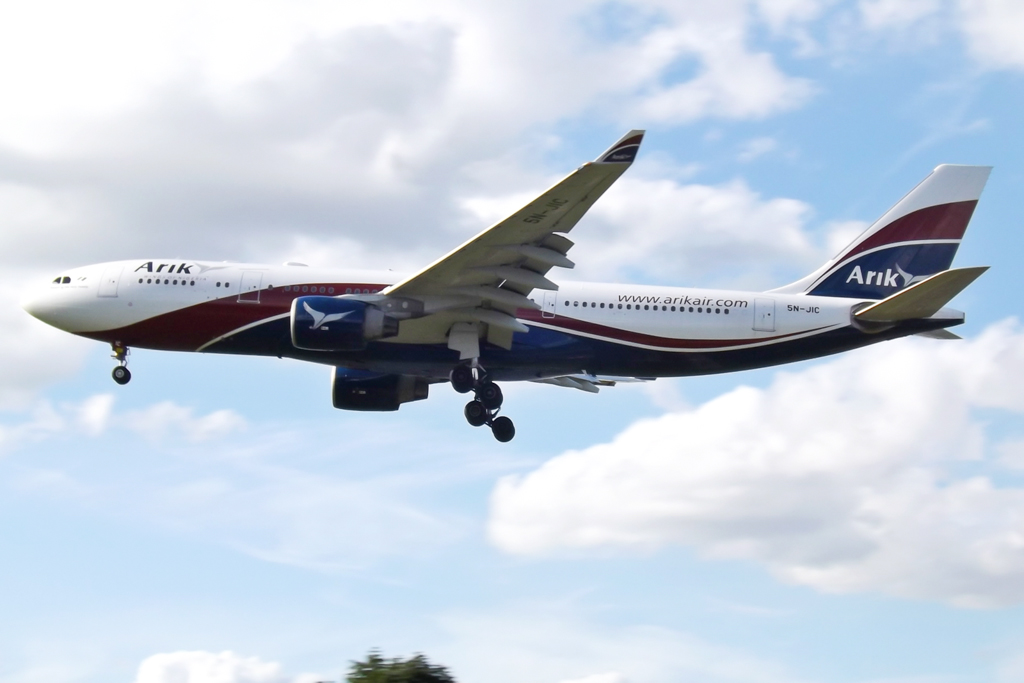
Airbus A330-200 der Arik Air

Im April 2023 bestand die Flotte der Arik Air aus 14 Flugzeugen mit einem Durchschnittsalter von 16,1 Jahren:
| Flugzeugtyp            | Anzahl | bestellt | Anmerkungen                                  | Sitzplätze  |
| ---------------------- | ------ | -------- | -------------------------------------------- | ----------- |
| Boeing 737-700         | 04     |          | drei inaktiv; fünf mit Winglets ausgestattet | 124 131 149 |
| Boeing 737-800         | 03     |          | alle inaktiv; mit Winglets ausgestattet      | 148         |
| Bombardier CRJ900      | 03     |          | alle inaktiv                                 | 74          |
| De Havilland DHC-8-400 | 04     |          | zwei inaktiv                                 | 72          |
| Gesamt                 | 14     |          |                                              |             |

Bis zu deren Einstellung im Jahr 2017 waren auf internationalen Strecken Airbus A330 eingesetzt worden. Mindestens eine Airbus A340-500 war für Arik Air geflogen und war ab 2015 nicht mehr eingesetzt worden.

### Ehemalige Flugzeugtypen
- Bombardier CRJ1000